# Championnat des Pays-Bas féminin de football 2020-2021
Navigation
Édition précédente Édition suivante
Le championnat des Pays-Bas de football féminin 2020-2021 est la quatorzième saison du championnat des Pays-Bas de football féminin. Il se déroule du 26 septembre 2020 à mai 2021 et regroupe 8 équipes. Le championnat précédent ayant été annulé avant son terme à cause de la pandémie de Covid-19, il n'y a pas de tenant du titre. Il n'y a pas non plus de promotion ou de relégation, ni en début de saison ni en fin de saison. Les deux premières du championnats sont qualifiées en Ligue des champions féminine de l'UEFA 2021-2022.

## Format
| \| ADO Ajax Heerenveen Zwolle PSV Twente VV Alkmaar Excelsior \| Localisation des clubs engagés dans le championnat. |
| ADO Ajax Heerenveen Zwolle PSV Twente VV Alkmaar Excelsior                                                           |

Les huit équipes se rencontrent en match aller retour pour un total de 14 matchs chacun. Après la 14e journée le championnat est scindé en deux, les quatre premiers jouent pour le titre en match aller retour. La championne et la vice-championne sont qualifiées pour la Ligue des champions féminine de l'UEFA. Il n'y a pas de relégation dans une division inférieure au terme de la saison.

## Saison régulière
| Rang | Équipe                | Pts | J  | G  | N | P  | Bp | Bc | Diff |
| ---- | --------------------- | --- | -- | -- | - | -- | -- | -- | ---- |
| 1    | FC Twente             | 32  | 14 | 10 | 2 | 2  | 48 | 14 | +34  |
| 2    | PSV Eindhoven         | 31  | 14 | 10 | 1 | 3  | 33 | 14 | +19  |
| 3    | Ajax Amsterdam        | 31  | 14 | 10 | 1 | 3  | 28 | 10 | +18  |
| 4    | ADO La Haye           | 20  | 14 | 5  | 5 | 4  | 21 | 16 | +5   |
| 5    | PEC Zwolle            | 16  | 14 | 4  | 4 | 6  | 16 | 24 | -8   |
| 6    | SC Heerenveen         | 12  | 14 | 3  | 3 | 8  | 21 | 30 | -9   |
| 7    | VV Alkmaar            | 9   | 14 | 2  | 3 | 9  | 15 | 41 | -26  |
| 8    | Excelsior/Barendrecht | 6   | 14 | 1  | 3 | 10 | 8  | 39 | -31  |

Légende
- Barrage championnat

- Barrage de placement

Abréviations
- T : Tenant du titre

## Play-Offs de placement
Les quatre derniers de la saison régulière se retrouvent dans une mini-compétition, les points acquis sont divisés par deux avec un arrondi au point supérieur. Les équipes se rencontrent deux fois.
| Rang | Équipe                | Pts | J | G | N | P | Bp | Bc | Diff |
| ---- | --------------------- | --- | - | - | - | - | -- | -- | ---- |
| 6    | SC Heerenveen         | 18  | 6 | 3 | 3 | 0 | 11 | 8  | +3   |
| 7    | PEC Zwolle            | 17  | 6 | 2 | 3 | 1 | 12 | 7  | +5   |
| 8    | Excelsior/Barendrecht | 9   | 6 | 1 | 3 | 2 | 7  | 9  | -2   |
| 9    | VV Alkmaar            | 8   | 6 | 0 | 3 | 3 | 10 | 16 | -6   |

## Play-Offs du championnat
Les quatre premiers de la saison régulière se retrouvent dans un mini-championnat, les points acquis sont divisés par deux (arrondi). Les équipes se rencontrent deux fois.
| Rang | Équipe         | Pts | J | G | N | P | Bp | Bc | Diff |
| ---- | -------------- | --- | - | - | - | - | -- | -- | ---- |
| 1    | FC TwenteT     | 29  | 6 | 4 | 1 | 1 | 8  | 5  | +3   |
| 2    | PSV Eindhoven  | 28  | 6 | 4 | 0 | 2 | 16 | 9  | +7   |
| 3    | Ajax Amsterdam | 25  | 6 | 3 | 0 | 3 | 12 | 11 | +1   |
| 4    | ADO La Haye    | 11  | 6 | 0 | 1 | 5 | 6  | 17 | -11  |

Légende
- Qualification Ligue des Champions

Abréviations
- T : Tenant du titre

## Statistiques

### Meilleures  buteuses
Source
| Rg | Joueuse           | Club          | Nb de buts |
| -- | ----------------- | ------------- | ---------- |
| 1. | Joëlle Smits (en) | PSV Eindhoven | 14         |
| 2. | Renate Jansen     | FC Twente     | 10         |
| 3. | Fenna Kalma       | FC Twente     | 7          |

| Rg | Joueuse              | Club           | Buts |
| -- | -------------------- | -------------- | ---- |
| 1. | Joëlle Smits (en)    | PSV Eindhoven  | 9    |
| 2. | Nikita Tromp (nl)    | Ajax Amsterdam | 5    |
| 3. | Naomi Pattiwael (nl) | PSV Eindhoven  | 3    |

### Meilleures passeuses
Source
| Rg | Joueuse            | Club       | P.d. |
| -- | ------------------ | ---------- | ---- |
| 1. | Renate Jansen      | FC Twente  | 10   |
| 2. | Fenna Kalma        | FC Twente  | 5    |
| 2. | Bente Jansen (nl)  | FC Twente  | 5    |
| 2. | Maruschka van Olst | PEC Zwolle | 5    |

### Clean sheets
Source
| Rg | Joueuse             | Club           | C.s. |
| -- | ------------------- | -------------- | ---- |
| 1. | Daphne van Domelaar | FC Twente      | 7    |
| 2. | Lize Kop            | Ajax Amsterdam | 6    |
| 2. | Moon Pondes (nl)    | PEC Zwolle     | 6    |